# Pterocymbium tinctorium
Pterocymbium tinctorium är en malvaväxtart som först beskrevs av Francisco Manuel Blanco, och fick sitt nu gällande namn av Elmer Drew Merrill. Pterocymbium tinctorium ingår i släktet Pterocymbium och familjen malvaväxter.

## Underarter
Arten delas in i följande underarter:
- P. t. glabrifolium
- P. t. javanicum

## Bildgalleri

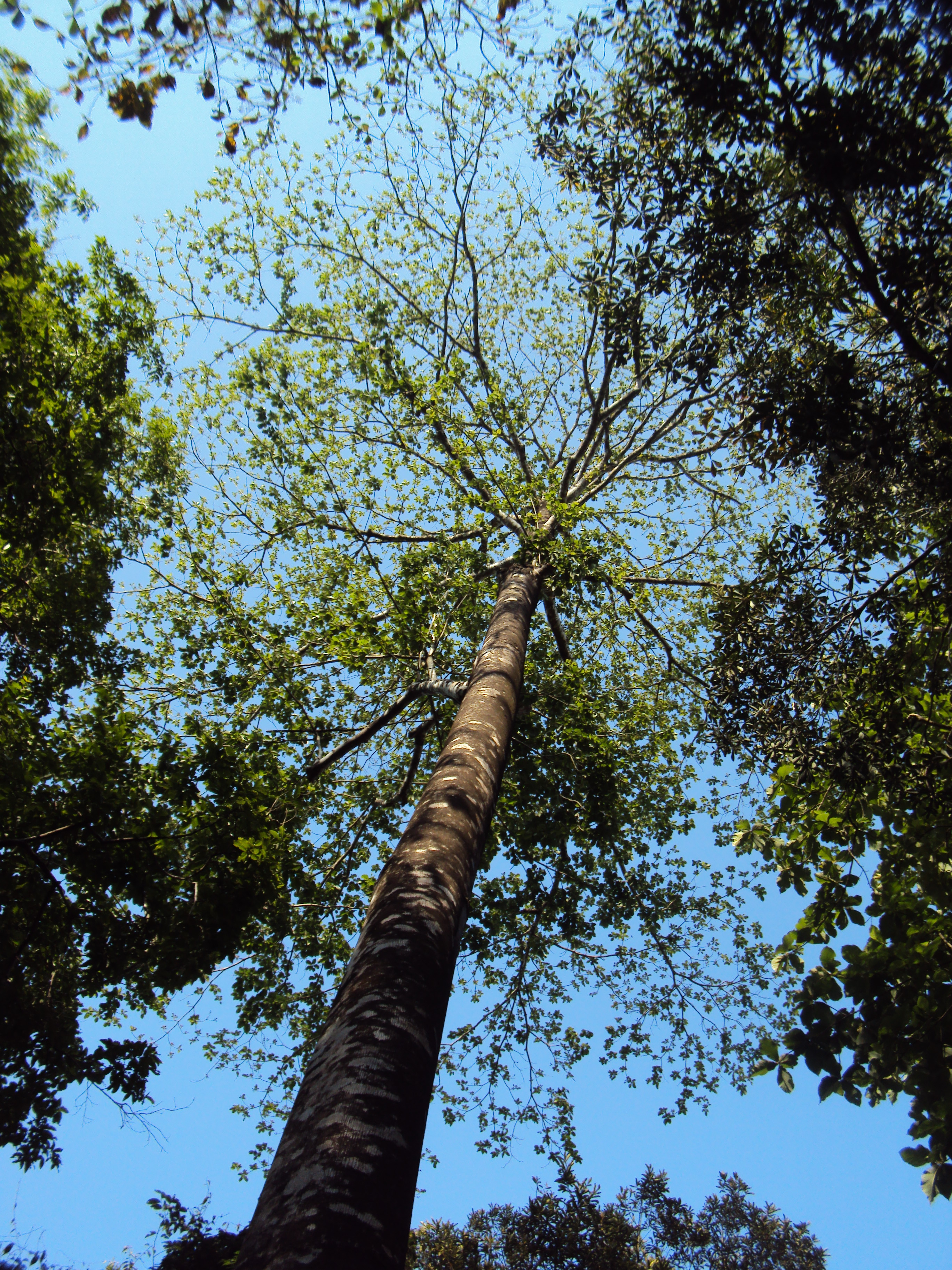
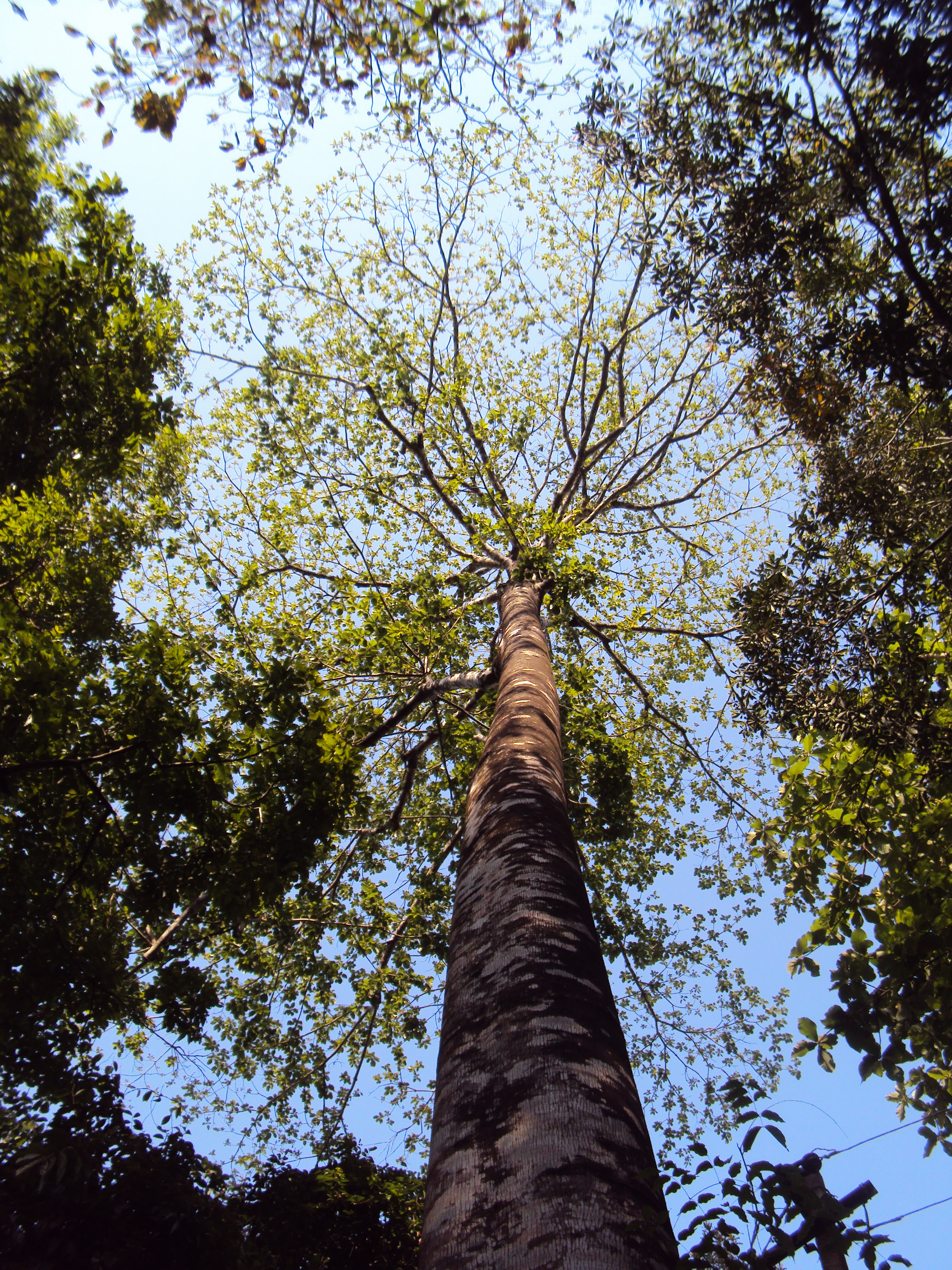
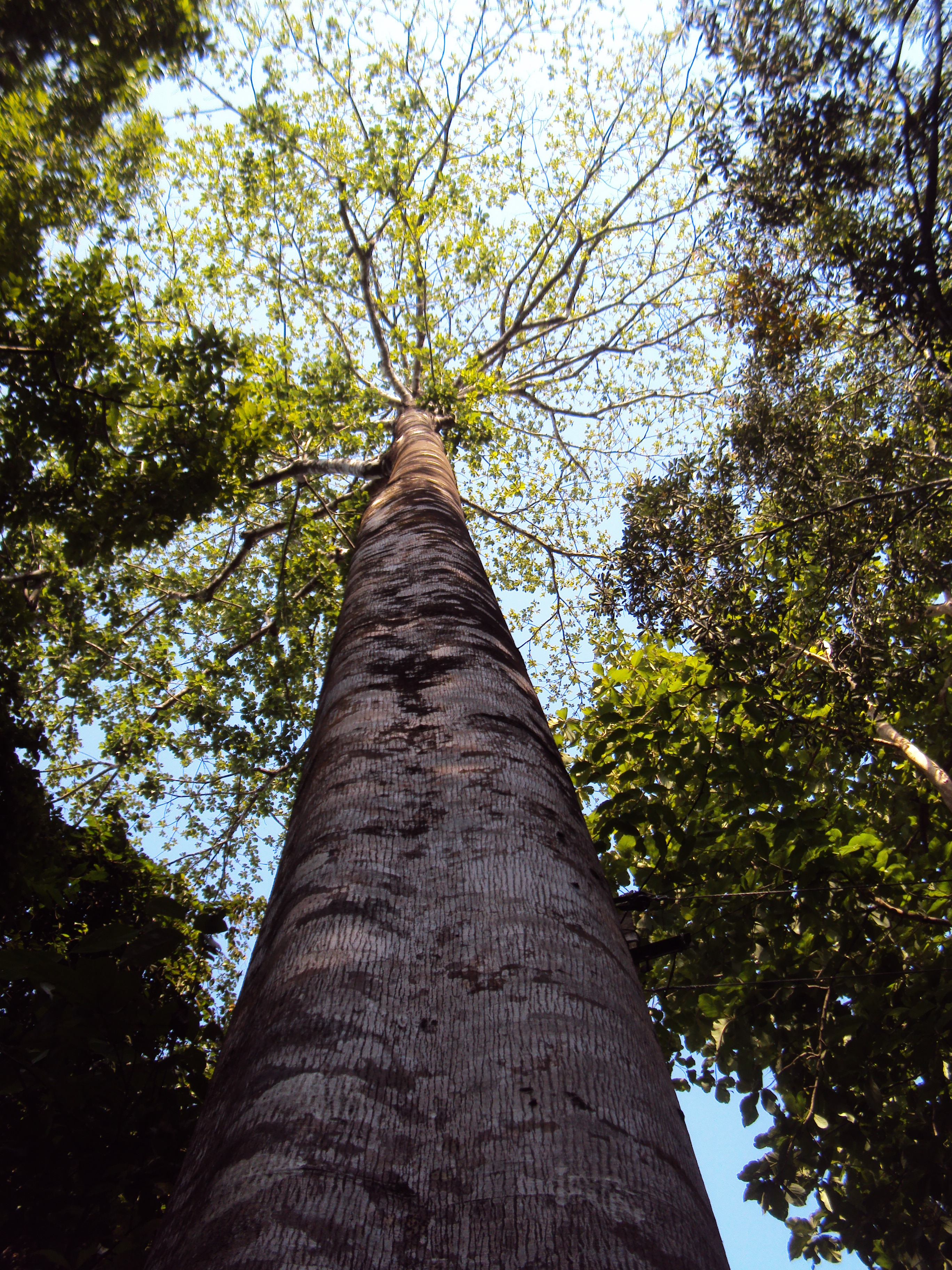
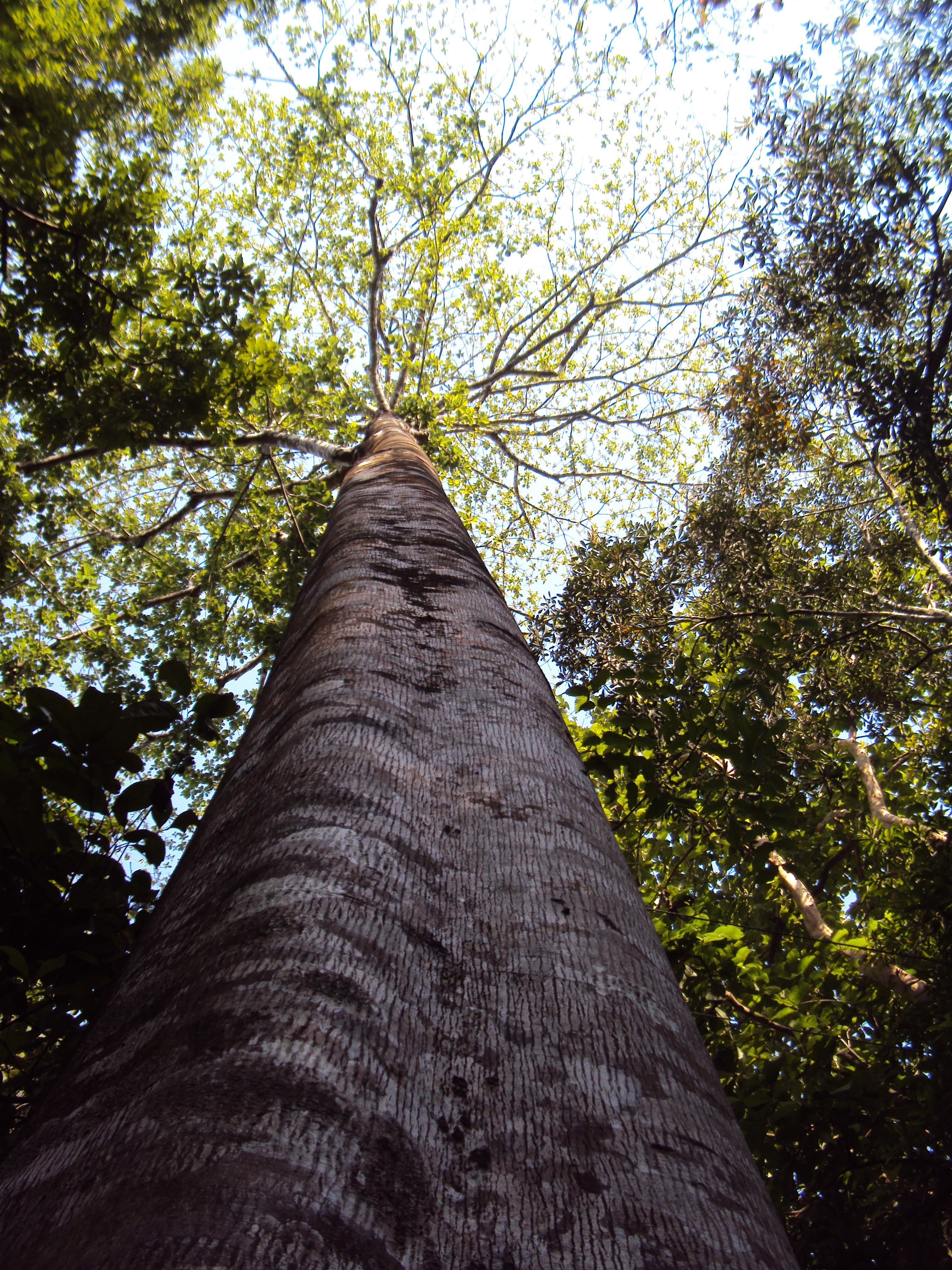
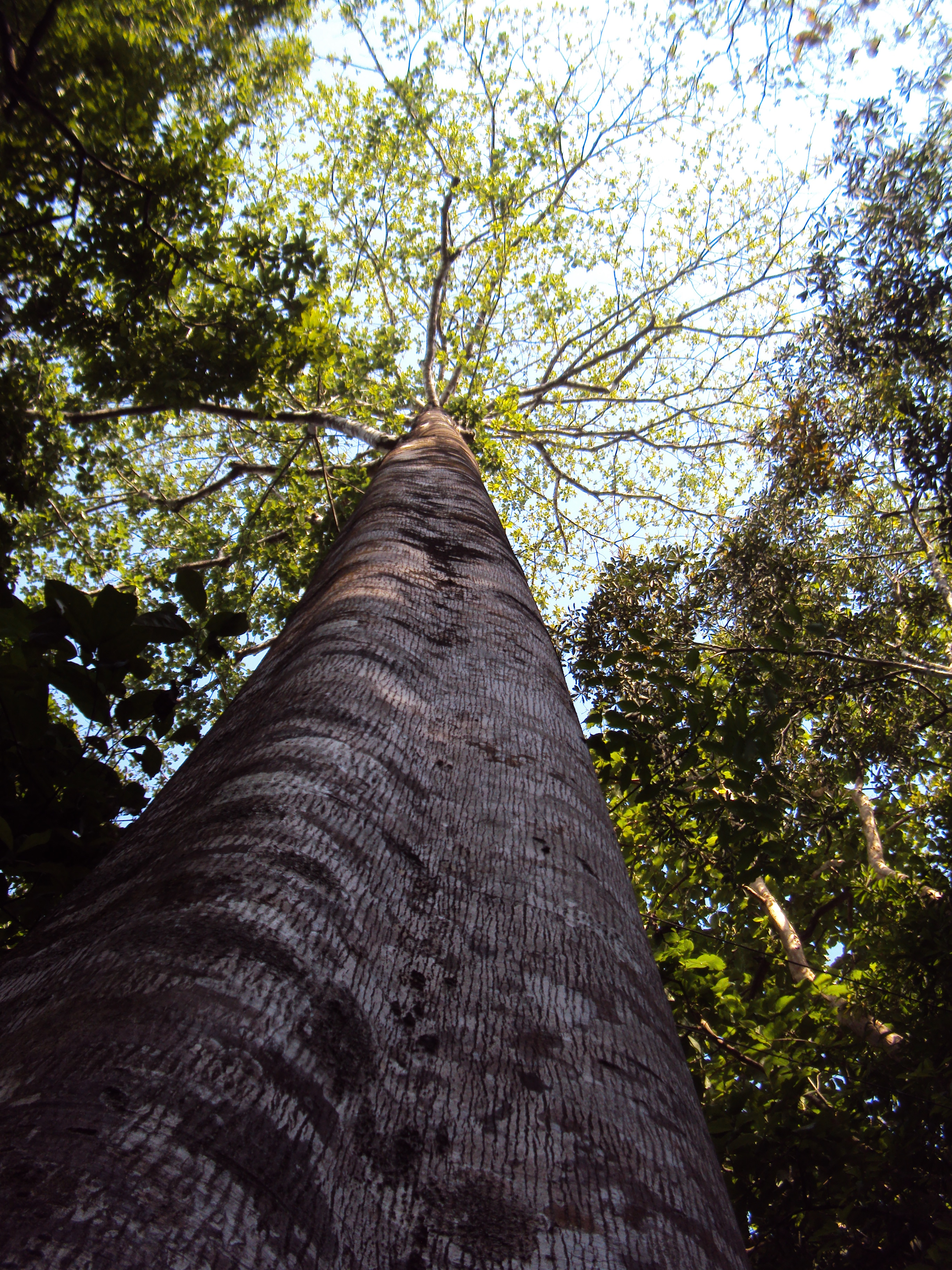
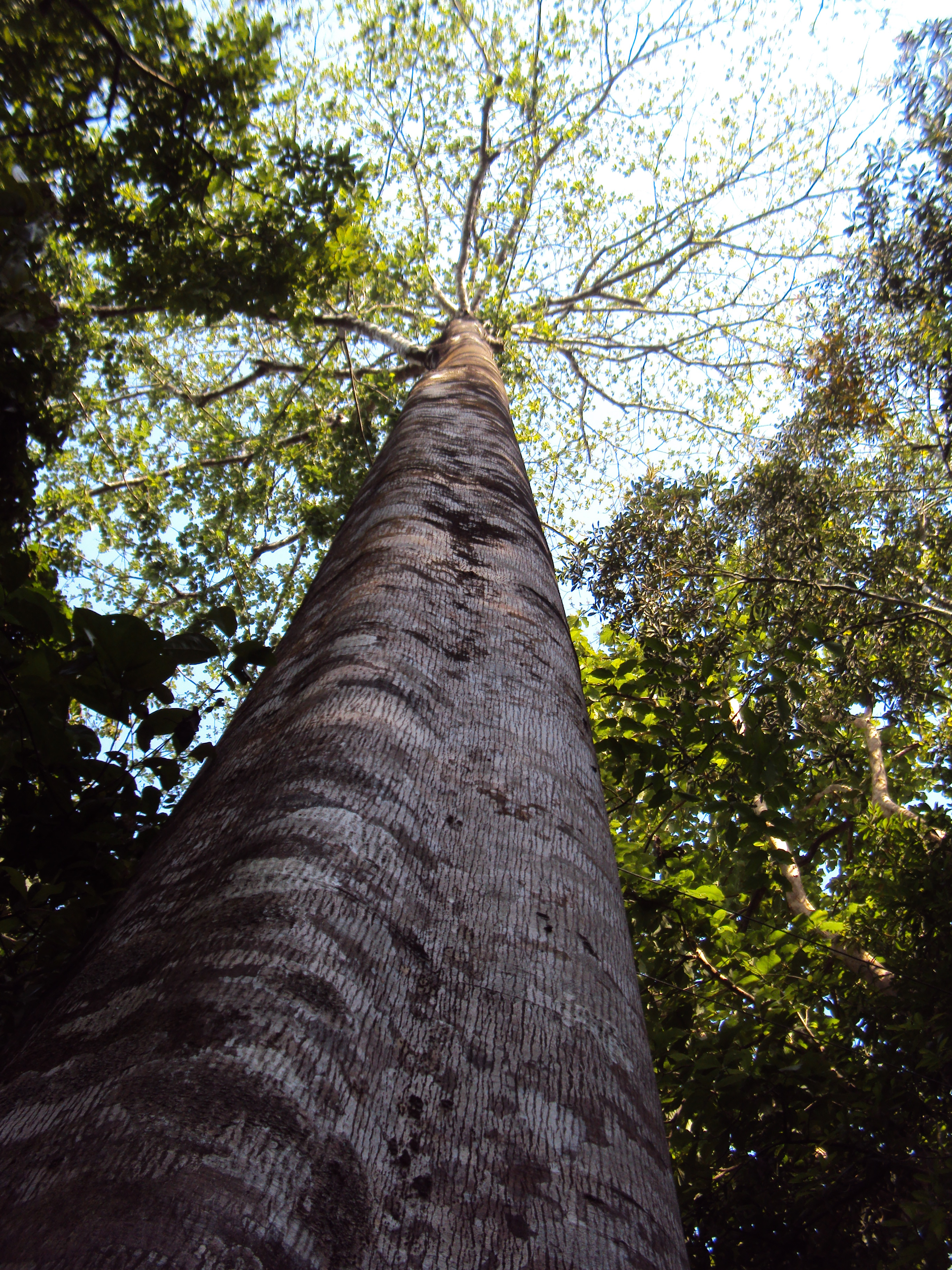